# Neaenus luteosignatus
Neaenus luteosignatus är en insektsart som först beskrevs av Valdes Ragues 1910.  Neaenus luteosignatus ingår i släktet Neaenus och familjen spottstritar. Inga underarter finns listade i Catalogue of Life.